# Husan Sharipov
Husan Sharipov, né le 27 juillet 1937 à Tachkent et mort le 25 juin 2018, est un acteur ouzbek de théâtre, de cinéma et de télévision, distingué par le titre d'artiste du peuple d'Ouzbékistan en 1991. 

## Voir également
- Gani Aʼzamov
- Yoʻldosh Aʼzamov
- Yodgor Sa'diyev
- Bahodir Yoldoshev